# Hulda Schenson
Hulda Maria Helena Schenson född 31 juli 1847 i Uppsala, död 29 december 1940 i Nynäshamn, var en svensk konstnär och porträttmålare. 
Hon var dotter till akademikamreren Elis Karl Fredrik Schenson och Maria Magdalena Andersson samt sondotter till  skolföreståndaren Maria Magdalena Schenson och brorsdotter till fotografen Emma Schenson. Hon studerade vid Konstakademien i Stockholm 1874–1880 och för Carolus-Duran och Jean-Jacques Henner i Paris 1882–1885. Hon företog även studieresor till Italien, Nederländerna och Belgien där hon studerade en tid vid Bryssels konstakademi. Efter studierna i utlandet bosatte hon sig i Uppsala där hon vistades fram till 1904 då hon flyttade till Brunna strax utanför Uppsala och sina sista år tillbringade hon i Nynäshamn. 
Hon medverkade i Konstföreningen för södra Sveriges utställningar i Malmö och Helsingborg ett flertal gånger 1881–1906 och i Norrlands konstförenings utställningar i Sundsvall och Söderhamn. Schenson har blivit mest känd för sina porträtt, bland annat ett av Robert Olivecrona som har fått en psykologiskt betonad tolkning och ett av Ulrika Eufrosyne Ross utfört i pastell med en stoffverkan i sober färgskala. Hon målade ett flertal porträtt av uppsaliensiska professorer efter fotoförlagor för Uppsala universitet samt den gamle studenten Jonas Bjurzon för Värmlands nation. Hennes konst utgörs därutöver av genrebilder, blomsterstycken och landskapsmålningar från Italien och Värmland huvudsakligen utförda i akvarell samt porslinsmålning. Schenson  finns representerad i Uppsala universitetsbibliotek, Nationalmuseums samlingar och Östergötlands museum.

## Galleri

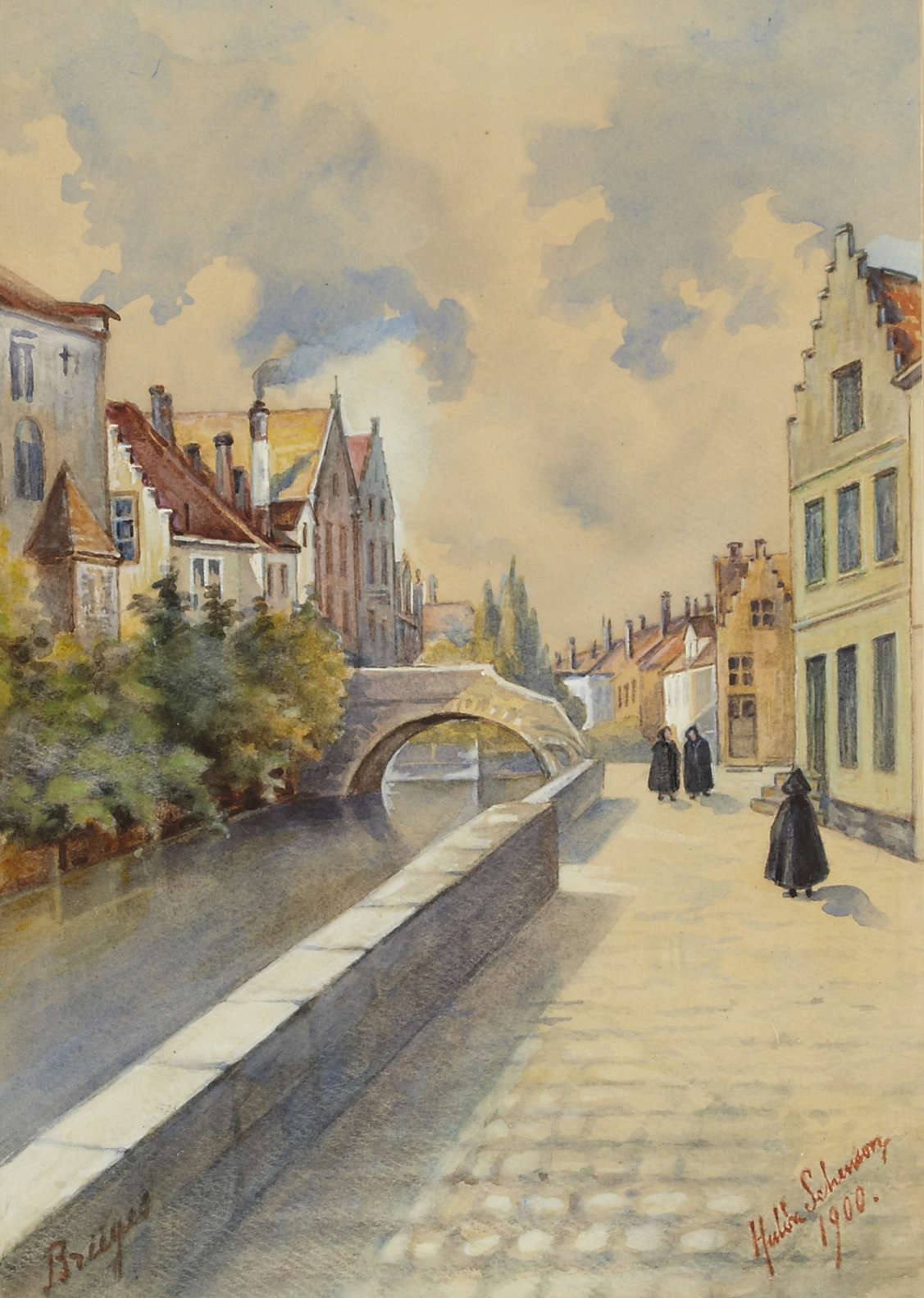
Brügge, akvarell (1900).